# Panaxia rossica
Panaxia rossica är en fjärilsart som beskrevs av Friedrich Anton Kolenati 1846. Panaxia rossica ingår i släktet Panaxia och familjen björnspinnare. Inga underarter finns listade i Catalogue of Life.